# زورق صواريخ فئة أكتوبر
فئة أكتوبر عبارة عن سلسلة من ستة زوارق صواريخ بُنيت لصالح البحرية المصرية في منتصف السبعينيات كبديل لزوارق الصواريخ المتقادمة فئة كومار. يعتمد تصميم الزوارق على أساس فئة كومار وقد بُنيت الزوارق الست في الإسكندرية بمصر وأكملتها شركة فوسبر ثورنيكروفت [الإنجليزية] في بورتسموث، المملكة المتحدة. دخلت الزوارق الخدمة في أواخر السبعينيات. خرج زورقان من الخدمة فيما لا يزال أربعة عاملين.

## التصميم والوصف
تعتمد فئة أكتوبر على زوارق الصواريخ السوفيتية فئة كومار، والتي حصلت عليها البحرية المصرية في 1962. تحوي فئة أكتوبر هياكل خشبية وتملك إزاحة قياسية تبلغ 71 طناً بريطانياً (72 طناً) و82 طناً طويلاً (83 طناً) في حالة الحمولة الكاملة. أدى حجمها الصغير إلى نطاقات ضيقة للغاية للطاقم، مع إمكانية الوصول إلى غرفة المحرك عبر غرفة عمليات قابلة للإزالة. يبلغ طول زوارق الصواريخ 84 قدماً (26 م) مع شعاع 20 قدماً (6.1 م) وغاطساً يبلغ 5 أقدام (1.5 م). تدفع الزوارق أربعة محركات ديزل سي آر إم 12 دي/إس إس تدير أربعة مهاوي، مصنفة بقوة 5400 حصان (4000 كيلوواط). مما يمنحها سرعة قصوى تبلغ 38 عقدة (70 كم/ساعة، 44 ميلاً في الساعة) ومدى يبلغ 400 ميل بحري (740 كم، 460 ميل) عند 30 عقدة (56 كم/ ساعة، 35 ميلاً في الساعة). تضم زوارق الصواريخ طاقم من 20 فرد.
زوارق الصواريخ في هذه الفئة مسلحة بصاروخين طراز أوتو ميلارا أوتومات سطح - سطح وأربعة مدافع طراز 32 عيار 30 ملم/75 على حاملين ثنائي الماسورة للدفاع المضاد للطائرات. جُهزت فئة أكتوبر برادار بحث سطحي طراز ماركوني إس 810 ورادار تحكم في إطلاق النار طراز ماركوني/إس تي 802. كما نُصب عليها نظام إنذار راداري فئة راكال كتلاس ومنصتين ثابتتين لإطلاق شرك خداعية.

## تاريخ تصنيعها
طلبت البحرية المصرية ستة زوارق صواريخ من فئة أكتوبر لتحل محل زوارق الصواريخ من فئة كومار الموجودة بالفعل في الخدمة. بُنيت الزوارق بالاعتماد على هياكل خشبية لزوراق المشروع 183آر السوفيتي (كومار) في حوض بناء السفن في الإسكندرية، وأُطلقت بين 1975-1976. ثم نُقلت زوارق الصواريخ غير المكتملة إلى بورتسموث بالمملكة المتحدة لتركيب الأسلحة والإلكترونيات الإيطالية والبريطانية الصنع عبر شركة فوسبر ثورنيكروفت واكتمل بناء الزوارق بين عامي 1979 و1981. وقد سُميت زوارق فئة أكتوبر في البداية بأرقام 207 و208 و209 و210 و211 و212. وصل الزوجان الأخيران، 207 و212، إلى مصر في 25 أبريل 1981. أعيد ترقيم السفن إلى أسمائها الحالية: 781، 783، 785، 787، 789 و791، وقد فُقد الزورق الأخير في البحر أثناء نقله على متن سفينة شحن، خلال رحلة التسليم في 16 ديسمبر 1980. ونجحت عملية إنقاذ الزورق في 30 يونيو 1981. ثم خضع للإصلاحات، والتي اكتملت في 13 أغسطس 1982. بحلول 2009، كان الزورق 785 خارج الخدمة وكان الزورق 791 غير جاهز للعمل.

## زوارق الفئة
| فئة أكتوبر |                                    |           |
| الاسم      | المُصنع                             | الحالة    |
| 781        | ترسانة الإسكندرية، الإسكندرية، مصر | في الخدمة |
| 783        | ترسانة الإسكندرية، الإسكندرية، مصر | في الخدمة |
| 785        | ترسانة الإسكندرية، الإسكندرية، مصر | مُعطل      |
| 787        | ترسانة الإسكندرية، الإسكندرية، مصر | في الخدمة |
| 789        | ترسانة الإسكندرية، الإسكندرية، مصر | في الخدمة |
| 791        | ترسانة الإسكندرية، الإسكندرية، مصر | غير عامل  |

- أحد زوارق أكتوبر موجود بجوار الزورق 504، الذي شارك في إغراق المدمرة إيلات، كنصب تذكاري عند مدخل قاعدة رأس التين البحرية.

## وصلات خارجية
- hazegray.org